# Nathaniel Bacon
Nathaniel Bacon (n. Suffolk, 1640 - 26 de octubre de 1676) fue un adinerado personaje destacado de la colonia de Virginia, primo del gobernador Berkeley. Se hizo famoso por ser el instigador de la llamada Rebelión de Bacon de 1676, que finalizó al morir Bacon de disentería.

## Inicios
Aunque el año exacto del nacimiento de Bacon es aún tema de debate, se considera que nació en 1640 en Suffolk, Inglaterra. Bacon fue educado en la Universidad de Cambridge, y partió de Inglaterra hacia la colonia de Virginia en 1673 a raíz de una disputa por una propiedad con la familia de su esposa.
Al llegar a Virginia, Bacon se estableció en la frontera, cerca de Jamestown, y fue designado como consejero del gobernador William Berkeley. Algunas fuentes aseguran que la esposa de Berkeley, Francis Culpeper, era prima de Nathaniel Bacon.

## La Rebelión de Bacon
Antes de que en 1674 comenzara la Rebelión de Virginia (como fue llamada entonces), un grupo de autodenominados "freeholders" (propietarios libres, terratenientes libres -n.t.) de la frontera de Virginia exigieron que los nativos americanos que habitaban en las tierras protegidas por los tratados fueran expulsados de las mismas o asesinados. Aquel mismo año, un grupo de milicianos de Virginia llevaron a cabo una incursión en un poblado indígena, asesinando a alrededor de treinta nativos. Actuando contra las órdenes de Berkeley, una fuerza aún mayor rodeó y atacó un poblado conestoga fortificado, asesinando a sus jefes, a los cuales previamente el gobernador Berkeley había persuadido a negociar. Los conestoga tomaron represalias atacando plantaciones y asesinando a su vez a cientos de colonos.
En un intento de evitar la guerra, Berkeley abogó por una política de contención, proponiendo la construcción de fortificaciones defensivas a lo largo de la frontera. Desestimando este plan como caro e inadecuado, los colonos de la frontera cuestionaron este plan, alegando que era una excusa para incrementar los impuestos.
Mientras tanto, Bacon se había convertido ya en un líder rebelde, acusando a Berkeley de corrupción. Cuando Berkeley rehusó entregar a Bacon un mandato para atacar a los nativos reunió a sus propias fuerzas, que consistían en alrededor de 400 o 500 hombres, atacando a las tribus Doeg y Pamunkey, quienes no se habían visto envueltas en el conflicto hasta entonces. Berkeley cesó a Bacon de su consejo de gobierno y le arrestó, si bien sus hombres le liberaron poco después. Bacon forzó entonces a Berkeley a convocar elecciones legislativas. Una recompuesta House of Burgesses (la primera asamblea legislativa de las colonias americanas) promulgó una serie de amplias reformas, limitando los poderes del gobernador y restaurando el derecho al sufragio de los hombres libres sin tierras.
Berkeley había rechazado adoptar represalias contra los nativos, y uno de los motivos de este rechazo era que él mismo tenía capitales invertidos en el comercio de pieles con los nativos americanos; invesiones que correrían peligro de cortarse las relaciones con estos.
El 30 de julio de 1676, Bacon y su ejército irregular publicaron la Declaración del Pueblo de Virginia, donde se exigía que los nativos de la zona debían ser expulsados o asesinados, así como el fin del «gobierno de los parásitos». La declaración criticaba también a la administración de Berkeley, acusándole de recaudar impuestos injustificados, de nepotismo y de fracasar en la protección de los granjeros ante los ataques indios. Tras meses de conflicto, las fuerzas de Bacon incendiaron Jamestown en septiembre de 1676.
Antes de la llegada de un escuadrón naval inglés, Bacon murió el 26 de octubre de 1676 de disentería, provocando el fin de la rebelión. El gobernador Berkeley fue repuesto en cargo, confiscando las tierras de muchos de los rebeldes y ahorcando a 23 hombres. Tras el informe de un comité de investigación enviado al Rey Carlos II de Inglaterra, Berkeley fue relevado del cargo de gobernador, volviendo a Inglaterra. Carlos II comentaría posteriormente que: "Este viejo loco ha enviado más hombres a la muerte en ese país desnudo que los que yo maté por el asesinato de mi padre".

## Controversia sobre la identidad de Bacon
No se sabe con certeza donde nació Nathaniel Bacon. Una antigua identificación como el Nathaniel Bacon nacido en 1646 o 1647 parece ser espuria, basada en afirmaciones infundadas aunque ampliamente repetidas en la posterior literatura, incluyendo a la Enciclopedia Británica. En la edición de 1922 del Dictionary of National Biography no se da una fecha de nacimiento específica, aunque se dice que «era de Friston Hall». A pesar de esto, y a partir de un documento de la época, se dice que su padre se llamaba Thomas Bacon, siendo el nombre de su madre desconocido. En todo caso, no sería Elizabeth Brooke, a pesar de que este dato se repite en muchos libros. Elizabeth, de hecho, contrajo matrimonio con un hombre llamado Nathaniel Bacon, si bien este Nathaniel era una generación más viejo que el personaje al que se refiere el presente artículo.

## Más información
- Bailey, T., Kennedy, D., & Cohen, L. (eds.). (2002). The American Pageant, 12th ed. Boston: Houghton Mifflin Company. ISBN 0-618-10349-X.
- Edmund S. Morgan, American Slavery, American Freedom: The Ordeal of Colonial Virginia (1975), pp. 250-279.

- Datos: Q2501592